# Invalide par amour
Pour les articles homonymes, voir Chip of the Flying U.
Pour plus de détails, voir Fiche technique et Distribution.
Invalide par amour ou Doctoresse de mon cœur (titre original : Chip of the Flying U) est un film muet américain réalisé par Lynn Reynolds, sorti en 1926.
Il s'agit de la seconde adaptation au cinéma du roman éponyme de Bertha Muzzy Sinclair publié en 1906 après Chip of the Flying U, avec Tom Mix et Kathlyn Williams, réalisé par Colin Campbell, sorti en 1914. Il a fait par la suite l'objet d'un remake également produit par Universal Pictures : Chip of the Flying U, avec  Johnny Mack Brown et Claire Whitney, réalisé par Ralph Staub, sorti en 1939. Bien que certains des personnages soient les mêmes dans les films de 1926 et 1939, les scénarios sont assez différents, et aucun des deux films ne suit de près l'intrigue du roman original.

## Fiche technique
- Titre : Invalide par amour
- Titre original : Chip of the Flying U
- Titre alternatif : Doctoresse de mon cœur
- Réalisation : Lynn Reynolds
- Scénario : Harry Dittmar, Lynn Reynolds, d'après le roman de Bertha Muzzy Sinclair
- Photographie : Harry Neumann
- Montage :
- Producteurs :  Carl Laemmle, Lynn Reynolds
- Société de production :  Universal Film Manufacturing Company
- Société de distribution :  Universal Film Manufacturing Company
- Pays de production :  États-Unis
- Langue : film muet avec les intertitres en anglais
- Métrage : 2 010,5 m (7 bobines)
- Format : Noir et blanc — 35 mm — 1,33:1 — Muet
- Genre : Comédie, Western
- Durée : 70 minutes (1 h 10)
- Date de sortie : 
  - États-Unis : 14 mars 1926

## Distribution
- Hoot Gibson : Chip Bennett
- Virginia Brown Faire : Dr. Della Whitmore
- Philo McCullough : Duncan Whittaker
- Nora Cecil : Dr. Cecil Grantham
- DeWitt Jennings : J.G. Whitmore
- Harry Todd : Weary
- Gilbert Holmes (en) : Shorty
- Mark Hamilton : Slim
- Willie Fung : le cuisinier chinois
- Steve Clemente : un indien
- Ben Corbett (en) : le vacher (non crédité)